# Morgan Roadster
Morgan Roadster är en sportbil, tillverkad av den brittiska biltillverkaren Morgan mellan 2004 och 2019. 
Morgan Roadster är Morgan Motor Companys senaste variant av företagets klassiska sportbil. Modellen ersatte Plus 8-modellen 2004, sedan Rover lagt ned produktionen av sin V8-motor. Bilen är försedd med en treliters V6-motor från Ford Mondeo, i övrigt är den identisk med företrädaren.